# Yoduro de mercurio(II)
El yoduro de mercurio(II), también conocido como yoduro de mercurio o yoduro mercúrico, es un compuesto químico. Su fórmula química es HgI2. Tiene iones de mercurio y yoduro. El mercurio está en su estado de oxidación +2.

## Propiedades
Es un compuesto cristalino rojo a temperatura ambiente. Por su termocromía se vuelve amarillo cuando se calienta a más de 126 °C y recupera su color rojo de nuevo cuando se enfría. Es insoluble en agua. Es altamente tóxico como todos los compuestos de mercurio.

## Preparación
El yoduro de mercurio(II) se obtiene reaccionando una sal de mercurio(II) como el cloruro de mercurio(II) con una fuente de iones de yoduro. Esto produce un precipitado de color rojo brillante.

## Usos
El yoduro de mercurio (II) se utiliza para la preparación del reactivo de Nessler, utilizado para detectar la presencia de amoníaco.
El yoduro de mercurio (II) es un material semiconductor, utilizado en algunos dispositivos de detección e imagen de rayos X y rayos gamma que funcionan a temperatura ambiente.
También se utiliza para demostrar cómo sustancias cambian de color cuando se calientan y vuelven a cambiar cuando se enfrían.Se usaba como medicina, pero envenenaba a la gente que la tomaba. 

## Presencia en la naturaleza
Se puede encontrar en el mineral coccinita de muy rara aparición.